# Irlande au Concours Eurovision de la chanson 2018
L'Irlande est l'un des quarante-trois pays participants du Concours Eurovision de la chanson 2018, qui se déroule à Lisbonne au Portugal. Le pays est représenté par Ryan O'Shaughnessy et sa chanson Together, sélectionnés en interne par le diffuseur irlandais RTÉ. L'Irlande termine en 16e place lors de la finale, recevant 136 points.

## Sélection
L'Irlande a confirmé sa participation à l'Eurovision 2018 le 4 août 2017. Quelques semaines plus tard, le diffuseur RTÉ lance un appel à candidatures pour la sélection du pays, ouvert du 14 septembre au 6 novembre 2017. 
Le 31 janvier 2018, il est annoncé que Ryan O'Shaughnessy et sa chanson Together ont été retenus parmi les 300 chansons reçues par RTÉ pour représenter l'Irlande à l'Eurovision 2018. La chanson a été révélée au public le 9 mars 2018.

## À l'Eurovision
L'Irlande a participé à la première demi-finale, le 8 mai 2018. Terminant 6e de la demi-finale avec 179 points, le pays se qualifie pour la finale du 12 mai 2018. C'est la première qualification du pays depuis 2013. L'Irlande y termine finalement en 16e position avec 136 points.